# Pescheria di Catania
(Francesco Buccheri (detto Boley; 1878-1961), poeta popolare catanese)

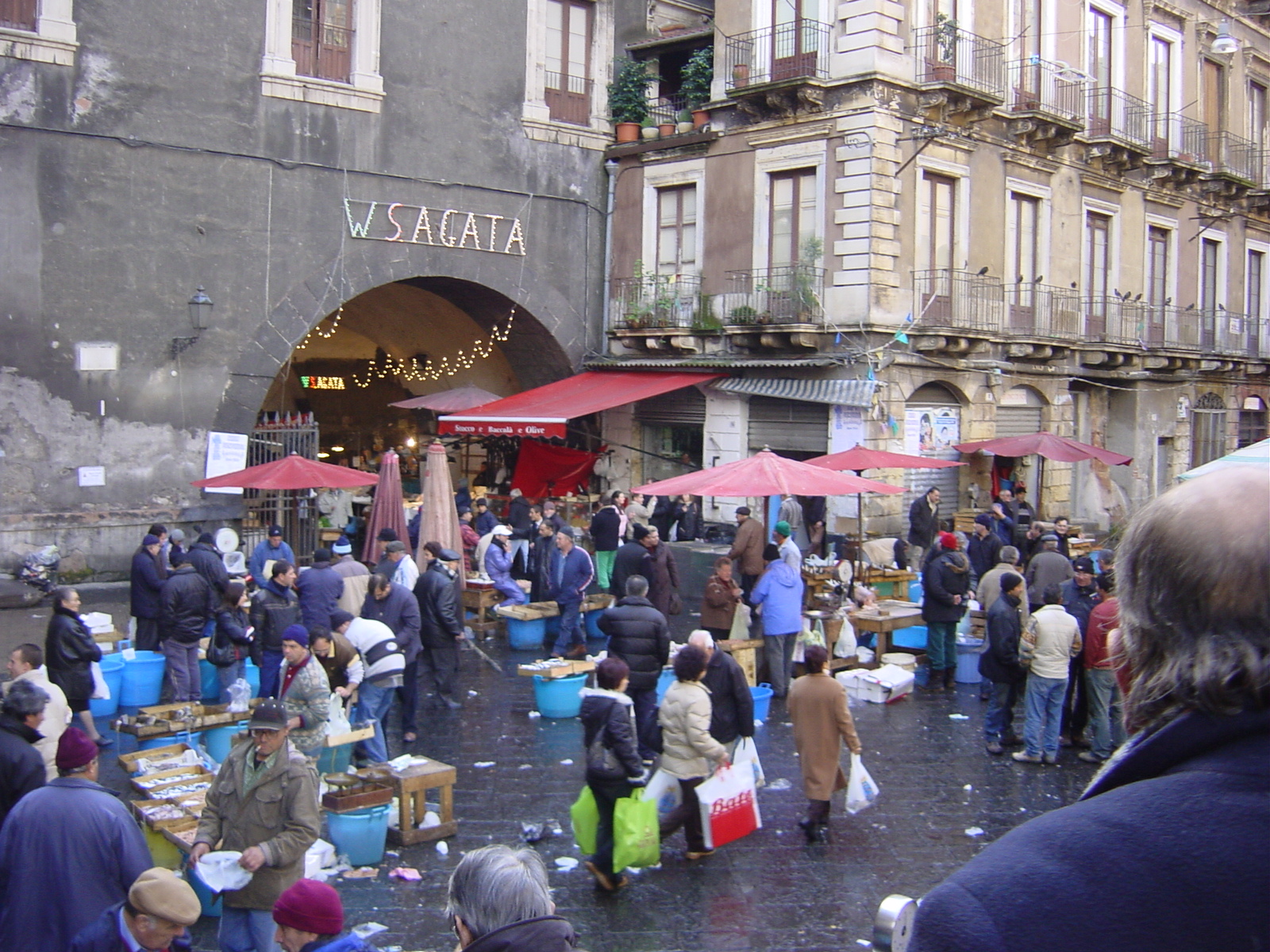
La pescheria in piazza Alonzo di Benedetto (2006)

La Pescheria (Piscarìa in siciliano) è l'antico mercato del pesce della città di Catania.
I banchi si trovano dall'inizio dell'Ottocento nel tunnel scavato nel Cinquecento sotto il Palazzo del Seminario dei Chierici e le mura di Carlo V, di fronte agli Archi della Marina, un tempo immersi nelle acque del sottostante porticciolo di pescatori, oggi riempito e trasformato in verde pubblico, in piazza Alonzo di Benedetto ed in piazza Pardo, nel quartiere "Duomo di Catania o Terme Achilliane - Piano di San Filippo" e in parte nel quartiere "Murorotto o Pozzo di Gammazita - Terme dell'Indirizzo".
La Pescheria è spesso inserita in percorsi turistici per l'interesse folcloristico e l'atmosfera che si respira passando fra i banchi dei pescivendoli.

## Galleria d'immagini

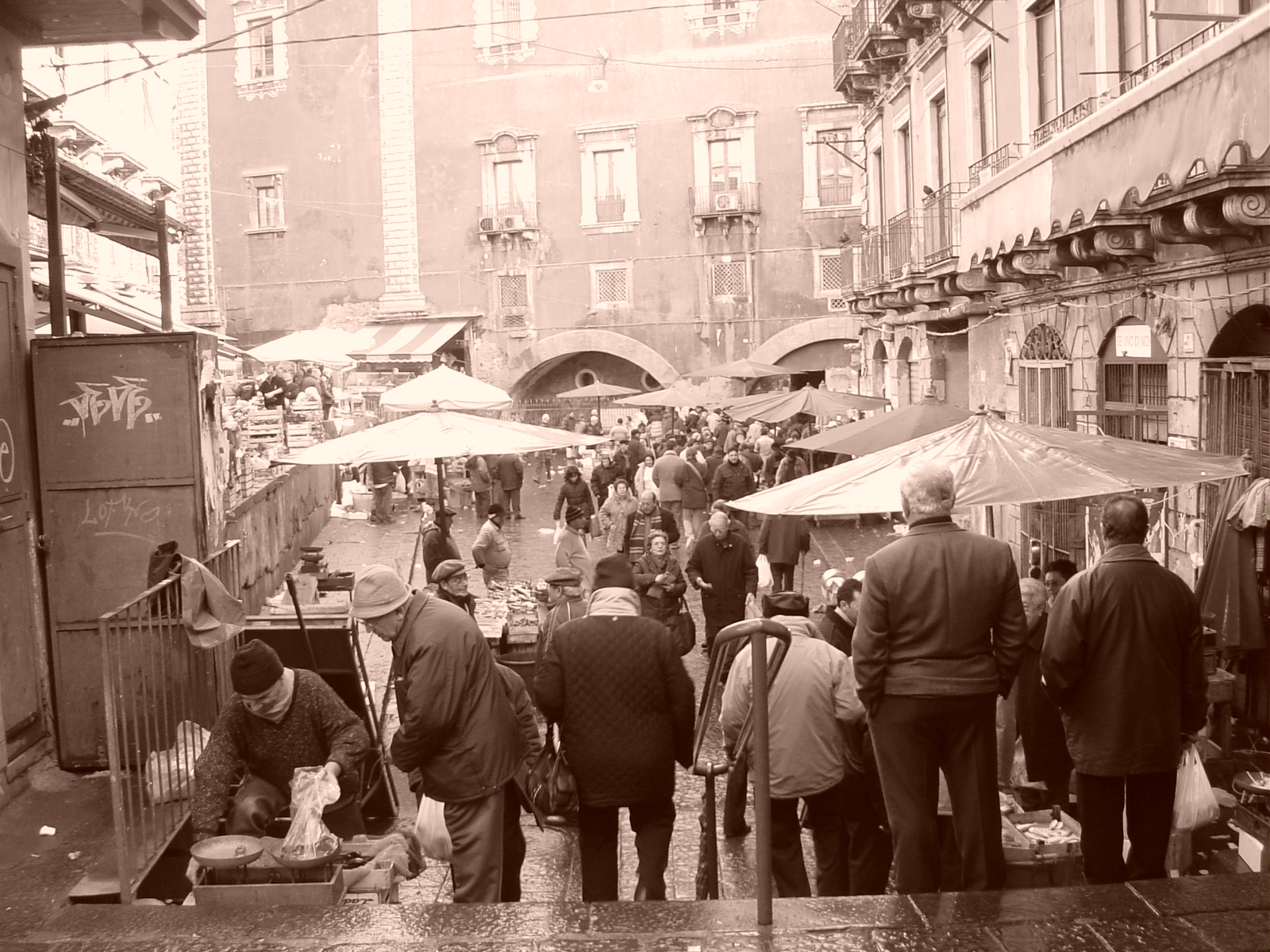
La pescheria nel 2006
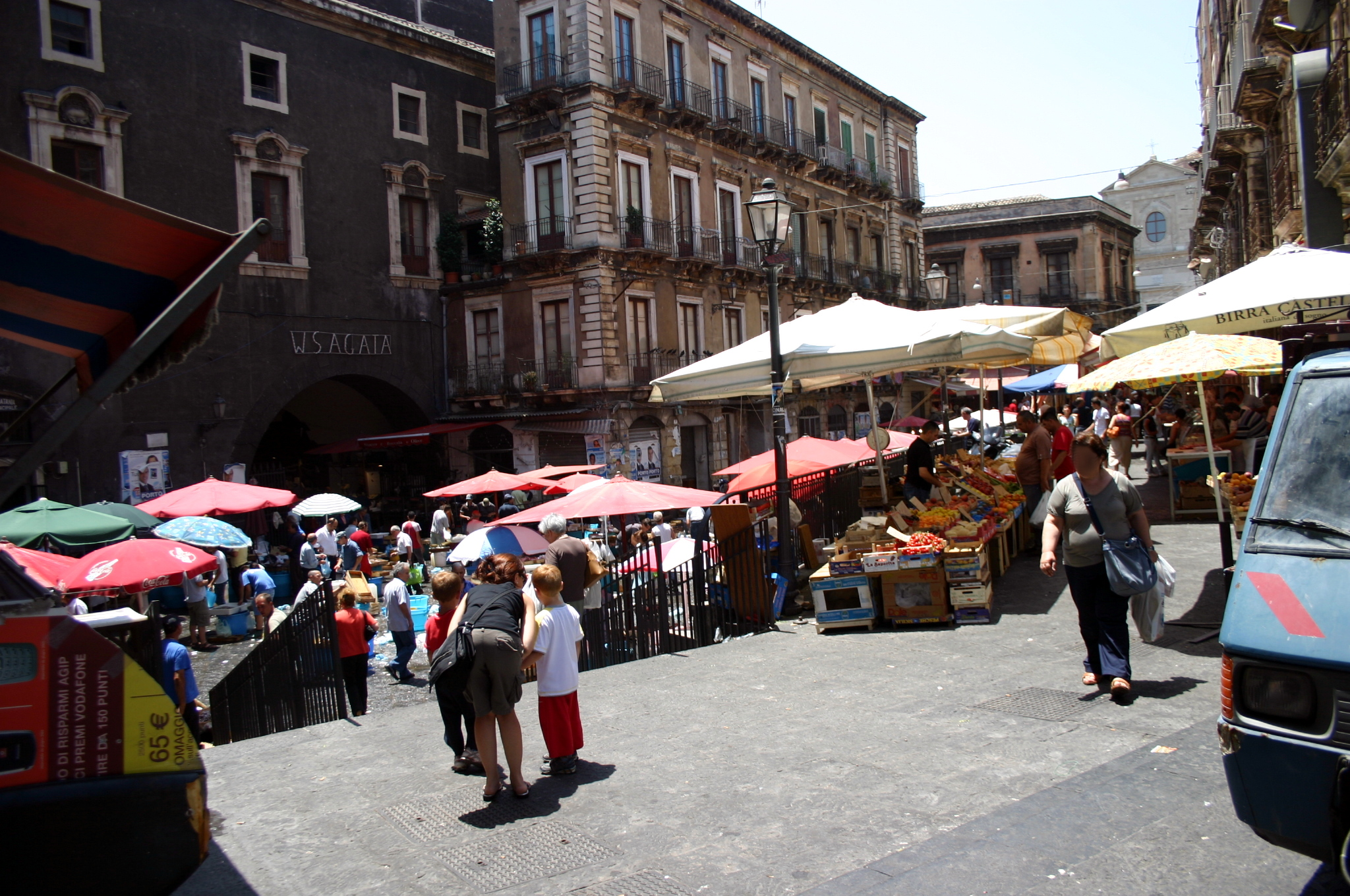
La pescheria nel 2008
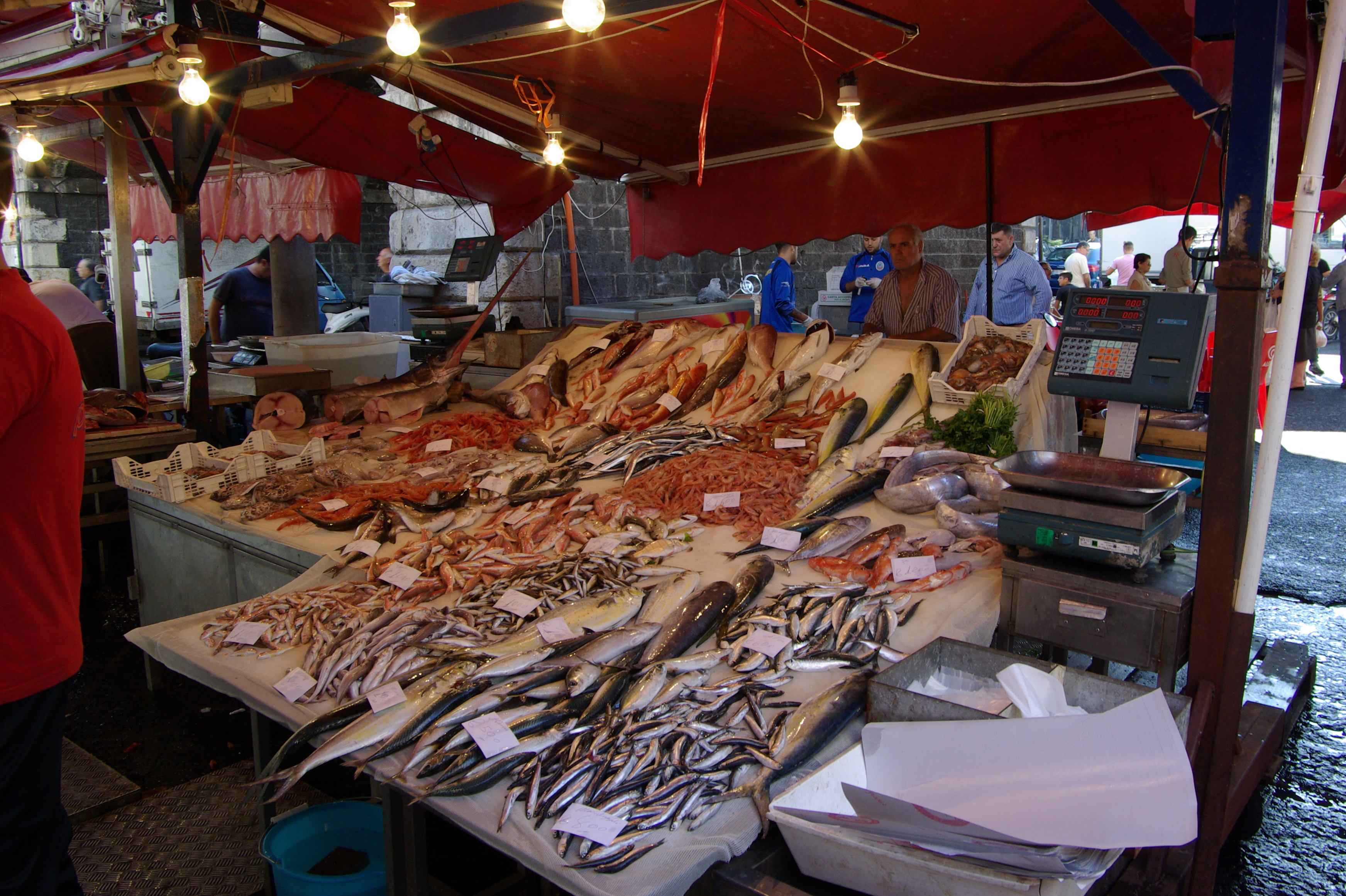
La pescheria nel 2012
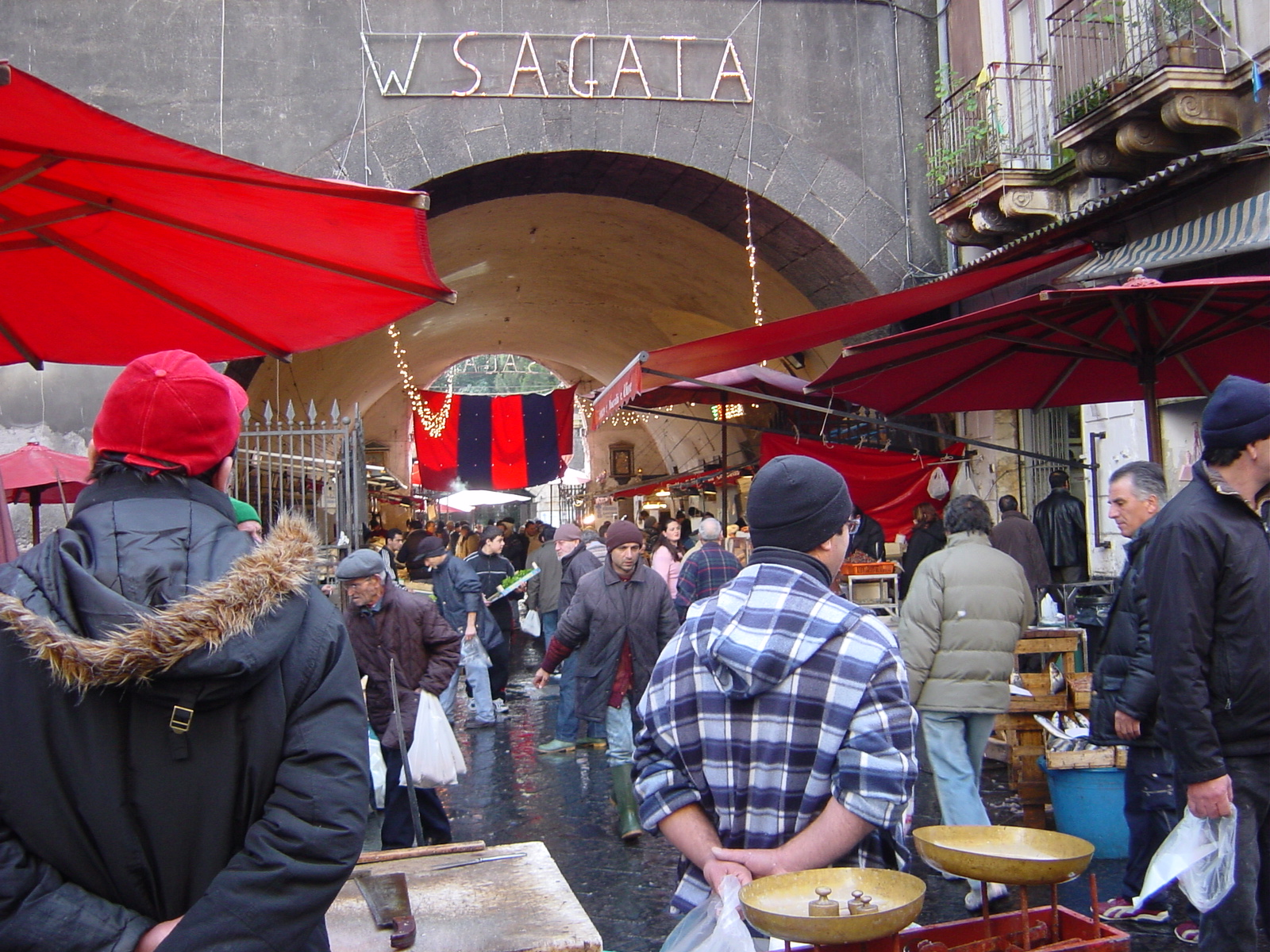
La pescheria in piazza Alonzo di Benedetto: particolare della Galleria (2014)